# Politică bugetară expansionistă
Politica bugetară expansionistă se referă la creșterea cheltuielilor guvernamentale ale unui stat, în special pentru reducerea efectelor recesiunii economice.
Această politică, coroborată cu politica fiscală expansionistă, face parte din teoria economică clasică, și a fost susținută de economistul J.M Keynes. Cu toate acestea, există o serie de critici referitoare la eficiența măririi cheltuielilor guvernamentale, și în consecință, foarte puține state aplică această politică.